# Моро (народы)
Мо́ро — группа филиппинских народов, исповедующих ислам. Общая численность — 1,97 млн чел. (1992).
Языки близки языкам горных народов Филиппин. Религия — ислам суннитского толка.

## Этнический состав и ареал расселения
Народы маранао, магинданао, сангилы населяют юг и юго-запад острова Минданао, сулу и самаль — острова Сулу, острова Кагаян-Сулу, юг острова Палаван, острова Балабак, Рамос, Панданан, Бугсук и другие, яканы — острова Сулу, Басилан, Пилас, Кулудлуд и другие, таусог — юг Минданао, мембуганоны — острова Палаван и Балабак, джама и мапуны — острова Кагаян-Сулу, баджау — острова Тави-Тави. Часть живёт на Калимантане и в горах Минданао.

## Происхождение
Сами моро связывают своё происхождение с легендарным сейидом Мухаммедом Кабунгсаваном из Хадрамаута, прибывшего на Филиппины из Джохора. Очевидно, что народы моро сформировались на основе местного населения при участии и переселенцев из Малайзии. Часть переселилась с острова Калимантан. В XV веке малайские купцы занесли на острова Сулу ислам. Сначала его восприняла феодальная верхушка, затем он распространился среди простого населения. В XV веке здесь возникают ранние султанаты. Первым султанатом был султанат Сулу, со столицей Холо.

## История
К началу испанской колонизации население Филиппин на побережье основных островов исповедовало ислам. Испанцы, стремящиеся заполучить колонии, богатые природными ресурсами и расположенные на оживлённых торговых путях, столкнулись с ожесточённым сопротивлением мусульман. Испанцы назвали филиппинских мусульман моро, что созвучно с маврами. Это были воинственные народы, из народности самаль, например, вышло немало пиратов.
Поднявшееся антиколониальное восстание продолжалось до 1898 года, когда Испания потерпела поражение в войне с Соединёнными Штатами. Согласно Парижскому договору 1898 года, Филиппины перешли под юрисдикцию США, что вызвало возмущение моро.
Со времён колониального господства Испании на Филиппинах, начавшегося в середине XVI века, целью всех правительств было достижение политического господства на Минданао, путём переселения на юг филиппинцев-христиан, а также обращение его жителей в католичество.
Такая политика привела к тому, что из большинства на Минданао и островах архипелага Сулу мусульмане превратились в меньшинство и составляют лишь 17 % населения региона. Кроме того, в результате несправедливого распределения земель, например, на маленьком острове Басилан, где мусульмане составляют 71 % населения, христиане владеют 75 % земельных угодий, а 75 % оборота местной торговли сосредоточено в руках местных китайцев.
В результате миграции католиков с севера мусульмане-моро превратились в меньшинство на своей родной земле. При помощи коррумпированных местных чиновников и полиции католики продолжали захватывать огромные участки земли на Минданао, лишая местных жителей не только достоинства, но и средств к существованию. В результате этого мусульмане стали самой малообеспеченной и малограмотной группой населения.
В 1971 году Нур Мисуари основал Национально-освободительный фронт моро  с целью борьбы за создание независимого государства Моро. После вмешательства ООН и Организации Исламская конференция стороны подписали мирное соглашение в столице Ливии Триполи в 1976 году. Однако условия мирного соглашения не соблюдались. В 1986 году президент Филиппин Корасон Акино лично встречалась с Мисуари с целью провести переговоры. В 1989 году Акино подписала закон, который дал право преимущественно мусульманским районам Минданао создать свою мусульманскую автономную область в составе Филиппин.
НОФМ подписало мирный договор в 1996 году с президентом Фиделем Рамосом. Благодаря этому шагу лидер сепаратистов Мисуари был избран губернатором Автономного региона. В ноябре 2001 года он был снят с должности из-за своей неспособности положить конец насилию в регионе. Впоследствии Мисуари был заключён в тюрьму, вышел на свободу в 2008 году.
В 1981 году была создана группировка Исламский освободительный фронт моро. Главная цель ИОФМ — создание отдельного исламского государства на юге Филиппин. Группировка базируется в основном на отдалённых островах в центральной части Минданао. С 1997 года группа провела ряд мирных переговоров с правительством Филиппин, большинство из которых были при посредничестве Малайзии с 2003 года. В 2008 году правительство под руководством президента Глории Арройо заявило, что достигло мирного соглашения ИОФМ. Однако Верховный суд Филиппин постановил, что проект соглашения был неконституционным и после провала переговоров возобновились боевые действия. Президент Бенигно Акино проводил переговоры с лидерами ИОФМ в Токио в 2011 году, после чего заявил, что правительство достигло временного мирного соглашения с ИОФМ.
Принятие соглашения должно было проводиться путём плебисцита, а окончательно мирное соглашение должно было быть подписано до 2016 года. Соглашение предусматривало формирование новой, более крупной автономной области в Минданао. Эта область должна была получить название Бангсаморо. Некоторые ключевые моменты временного соглашения включают в себя: постепенное разоружение группировки, гарантия демократии и соблюдения прав человека, а также расширение полномочий шариатских судов для мусульманского населения.
В 1991 году от ИОФМ откололась группировка Абу Сайяф. Это самая радикальная из исламских сепаратистских группировок на юге Филиппин. Боевики этой группировки осуществляют похищения людей с целью выкупа и организуют террористические акты для достижения своей заявленной цели создания независимого исламского государства на острове Минданао и островах Сулу. Правительство Филиппин рассматривает этих повстанцев как преступников и отказывается вести любые переговоры с ними.

## Этнографическая характеристика
Основные традиционные занятия — земледелие, рыболовство, добыча жемчуга, торговля. Главные культуры — рис, кукуруза, маниок, абака, пальмы (арека и кокос), бобы, овощи, фрукты. Хорошо развиты ремёсла.
Дома — свайные, малайского типа. Очаг устраивается в ящике из бамбука, засыпанном землёй. Обувь оставляют у порога. Спят на циновках, на которые никогда не встают ногами.
Пища — рис, рыба, овощи, фрукты, острые приправы. Мясо употребляют только по праздникам, причём корову должен забить обязательно имам. Как мусульмане, не едят свинины, и не пьют спиртного. Молоко не употребляют, считается, что оно принадлежит телёнку.
Одежда разная. Женщины носят и юбки, и саронги, кофты, шаровары или короткие штаны под юбкой, много украшений. Мужчины носят шаровары, куртки, тюрбан, но обязательным является пояс, за который заткнут крис (национальный малайский вид кинжала). Известно национальное холодное оружие моро — боевой нож баронг с тяжёлым рубящим клинком листовидной формы.
До начала XX века высшим сословием у моро были дато (вожди, султаны). Кроме них выделялись простые общинники, были и рабы, из числа военнопленных. Уважаемой фигурой является имам.
Семья в основном моногамная. Как у других мусульман, у моро разрешено многожёнство, но встречается оно только у богатых. Девочек выдают замуж в 12-13 лет, но уже с 9 лет им нельзя никому показываться. За невесту полагается заплатить выкуп. Брак совершается по воле родителей, а не детей.
Сейчас встречаются межнациональные браки, когда мусульманин-моро женится на христианке, при этом может иметь вторую жену из моро. Тогда жёны живут в разных домах.
Моро имеют богатый фольклор, эпос, развиты музыка и танцы, испытавшие индийское, индонезийское и арабское влияние.
Национальные музыкальные инструменты: кудьяпи (тип двухструнной гитары), кулинган (ряд из 8 гонгов), дадабван (барабан).
Моро издавна славились своей воинственностью, они были в числе пиратов вако (вокоу), до начала проведения политики изоляции Японии и Китая, преимущественно состоявших из японцев и терроризировавших побережье Кореи и Китая, а после ставших грабить преимущественно страны Юго-Восточной Азии. Доспехи моро сформировались под индийско-малайским влиянием: в основном они представляют собой кольчато-пластинчатую конструкцию, отдалённо напоминающую юшман. Пластины изготавливались из бронзы или рога буйвола. Шлемы, носившиеся воинами моро, были заимствованы у испанцев, конструктивно они представляют собой бургиньоты.